# Emine
Emine (Нос Емине) je mys v Bulharsku, tvořící severní hranici Burgaského zálivu. Nachází se nedaleko vesnice Emona v obštině Nesebar, 80 km jižně od Varny. Útes, který je nejvýchodnějším výběžkem pohoří Stara planina, se vypíná do výšky šedesát metrů nad mořskou hladinou, v okolí jsou časté bouře. Nachází se zde maják a zříceniny středověké pevnosti s klášterem, v sousedství leží proslulá pláž Irakli. Název pochází ze starořeckého Aemon (Αίμος). Od roku 1976 je lokalita chráněna jako státní přírodní památka, vede tudy cesta tažných ptáků Via Pontica. Na mysu končí Evropská dálková trasa E3 ze Santiago de Compostela.